# Give It to Me (album)
Pour les articles homonymes, voir Give It to Me.
Albums de Sistar
Loving U
(2012) Touch N Move
(2014)
Singles
1. Give It To Me
Sortie : 11 juin 2013
2. The Way You Make Me Melt
Sortie : 31 juillet 2013
3. Crying
Sortie : 11 septembre 2013
4. Bad Boy
Sortie : 21 octobre 2013

Give It to Me est le second album studio du girl group sud-coréen Sistar. L'album est sorti le 11 juin 2013 avec le titre promotionnel du même nom. L'album contient 11 chansons.

## Promotion
Starship Entertainment a annoncé le 16 mai 2013 que les Sistar seraient de retour à la mi-juin, ce qui est de nouveau confirmé le 2 juin disant qu'elles reviendraient avec leur second album,.
Le 3 juin 2013, les photos teasers de Dasom et Bora sont mises en ligne. Le 4 juin, les Sistar mettent en ligne les photos teasers de tous les membres pour "Give It To Me" et révèle leur thème qui est le "cabaret" voir le "Moulin Rouge",. La vidéo teaser de "Give It to Me" est mis en ligne le 6 juin.
Le 11 juin 2013, les Sistar publient leur album ainsi que le MV de "Give It To Me".
Les promotions pour l'album commencent le 13 juin au M! Countdown de Mnet.

## Liste des titres
| 1.    | Miss Sistar (ft. Duble Sidekick, Joohun)                               | Duble Sidekick (이단옆차기)      | Duble Sidekick                 | 1:18 |
| 2.    | Give It to Me                                                          | Duble Sidekick                   | Duble Sidekick                 | 3:22 |
| 3.    | The Way You Make Me Melt (넌 너무 야해; Neon Neomu Yahae) (ft. Geeks)) | Duble Sidekick                   | Duble Sidekick                 | 3:37 |
| 4.    | Bad Boy (바빠; Bappa)                                                  | Rhymer, 귓방망이                 | 귓방망이, MasterKey            | 3:33 |
| 5.    | Summer Time                                                            | Rovin, Jo Sung Hwak              | Rovin, Jo Sung Hwak            | 3:34 |
| 6.    | A Week (일주일; Iljuil)                                                | Duble Sidekick, David Kim        | Duble Sidekick, Glory Face     | 3:37 |
| 7.    | Crying                                                                 | Hyolyn, Heo Sung Jin             | Hyo Sung Jin                   | 3:24 |
| 8.    | Hey You                                                                | Duble Sidekick, David Kim        | Duble Sidekick, Ichiro Suezawa | 3:11 |
| 9.    | If U Want                                                              | Rhymer, Assbrass, Choi Hwa Young | Assbrass, Choi Hwa Young       | 3:37 |
| 10.   | Up and Down (핑글핑글; Pinggeul Pinggeul)                              | Min Yeon Jae                     | Tarmo Keranen, Amy Pearson     | 3:24 |
| 11.   | Give It to Me (Instrumental)                                           |                                  | Duble Sidekick                 | 3:22 |
| 36:01 |                                                                        |                                  |                                |      |

## Classement
| Classement               | Meilleure position |
| ------------------------ | ------------------ |
| Gaon Weekly album chart  | 4                  |
| Gaon Monthly album chart | 8                  |
| Gaon Yearly album chart  | 59                 |

### Ventes et certifications
| Classement          | Quantité       |
| ------------------- | -------------- |
| Gaon physical sales | Plus de 22 365 |

## Historique de sortie
| Pays         | Date         | Format                   | Label                                     |
| ------------ | ------------ | ------------------------ | ----------------------------------------- |
| Corée du Sud | 11 juin 2013 | CD, téléchargement légal | Starship Entertainment LOEN Entertainment |
| Monde entier | 11 juin 2013 | Téléchargement légal     | Starship Entertainment LOEN Entertainment |